# Jasaan
Jasaan is een gemeente in de Filipijnse provincie Misamis Oriental op het eiland Mindanao. Bij de laatste census in 2007 had de gemeente ruim 45 duizend inwoners.

## Geografie

### Bestuurlijke indeling
Jasaan is onderverdeeld in de volgende 15 barangays:
| - Aplaya - Bobontugan - Corrales - Danao - I. S. Cruz - Jampason - Kimaya - Lower Jasaan | - Luz Banzon - Natubo - San Antonio - San Isidro - San Nicolas - Solana - Upper Jasaan |

## Demografie
Jasaan had bij de census van 2007 een inwoneraantal van 45.310 mensen. Dit zijn 5.341 mensen (13,4%) meer dan bij de vorige census van 2000. De gemiddelde jaarlijkse groei komt daarmee uit op 1,75%, hetgeen lager is dan het landelijk jaarlijks gemiddelde over deze periode (2,04%). Vergeleken met de census van 1995 is het aantal mensen met 11.712 (34,9%) toegenomen.

De bevolkingsdichtheid van Jasaan was ten tijde van de laatste census, met 45.310 inwoners op 77,02 km², 588,3 mensen per km².